# DYNC1LI1
DYNC1LI1‏ (Dynein cytoplasmic 1 light intermediate chain 1) هوَ بروتين يُشَفر بواسطة جين DYNC1LI1 في الإنسان.